# I-divisioona 1982/83
Die Saison 1982/83 war die neunte Spielzeit der I-divisioona, der zweithöchsten finnischen Eishockeyspielklasse. HPK Hämeenlinna und JoKP Joensuu qualifizierten sich für die SM-liiga-Relegation. Während HPK Hämeenlinna den Aufstieg in die SM-liiga erreichte, blieb JoKP Joensuu in der I-divisioona. SaPKo Savonlinna stieg in die dritte Liga ab.

## Modus
In der Hauptrunde absolvierte jede der zehn Mannschaften insgesamt 36 Spiele. Die sechs bestplatzierten Mannschaften qualifizierten sich für die Playoffs, wobei die beiden Erstplatzierten der Hauptrunde erst in der zweiten Playoffrunde antreten mussten. Die beiden Playoff-Gewinner qualifizierten sich schließlich für die SM-liiga-Relegation. Der Letztplatzierte der Hauptrunde stieg in die dritte Liga ab. Für einen Sieg erhielt jede Mannschaft zwei Punkte, bei einem Unentschieden gab es einen Punkt und bei einer Niederlage null Punkte.

## Hauptrunde

### Tabelle
|     | Klub             | Sp | S  | U | N  | Tore    | Punkte |
| --- | ---------------- | -- | -- | - | -- | ------- | ------ |
| 1.  | HPK Hämeenlinna  | 36 | 25 | 0 | 11 | 225:141 | 50     |
| 2.  | JoKP Joensuu     | 36 | 23 | 3 | 10 | 184:121 | 49     |
| 3.  | KooKoo           | 36 | 16 | 8 | 12 | 167:142 | 40     |
| 4.  | JYP Jyväskylä    | 36 | 18 | 3 | 15 | 150:167 | 39     |
| 5.  | Koo-Vee          | 36 | 17 | 2 | 17 | 163:159 | 36     |
| 6.  | KalPa Kuopio     | 36 | 17 | 2 | 17 | 146:149 | 36     |
| 7.  | Vaasan Sport     | 36 | 15 | 3 | 18 | 165:156 | 33     |
| 8.  | FoPS Forssa      | 36 | 14 | 2 | 20 | 178:205 | 30     |
| 9.  | Ketterä Imatra   | 36 | 14 | 1 | 21 | 151:178 | 29     |
| 10. | SaPKo Savonlinna | 36 | 7  | 4 | 25 | 121:232 | 18     |

Sp = Spiele, S = Siege, U = Unentschieden, N = Niederlagen

## Playoffs

### Erste Runde
- JYP Jyväskylä – Koo-Vee 2:1 (4:2, 1:2, 10:0)
- KooKoo – KalPa Kuopio  0:2 (3:4, 2:6)

### Zweite Runde
- HPK Hämeenlinna – JYP Jyväskylä 3:0 (6:2, 6:1, 8:2)
- JoKP Joensuu – KalPa Kuopio 3:1 (13:2, 3:4, 6:5, 9:2)